# Nürnbergska partidagsutmärkelsen

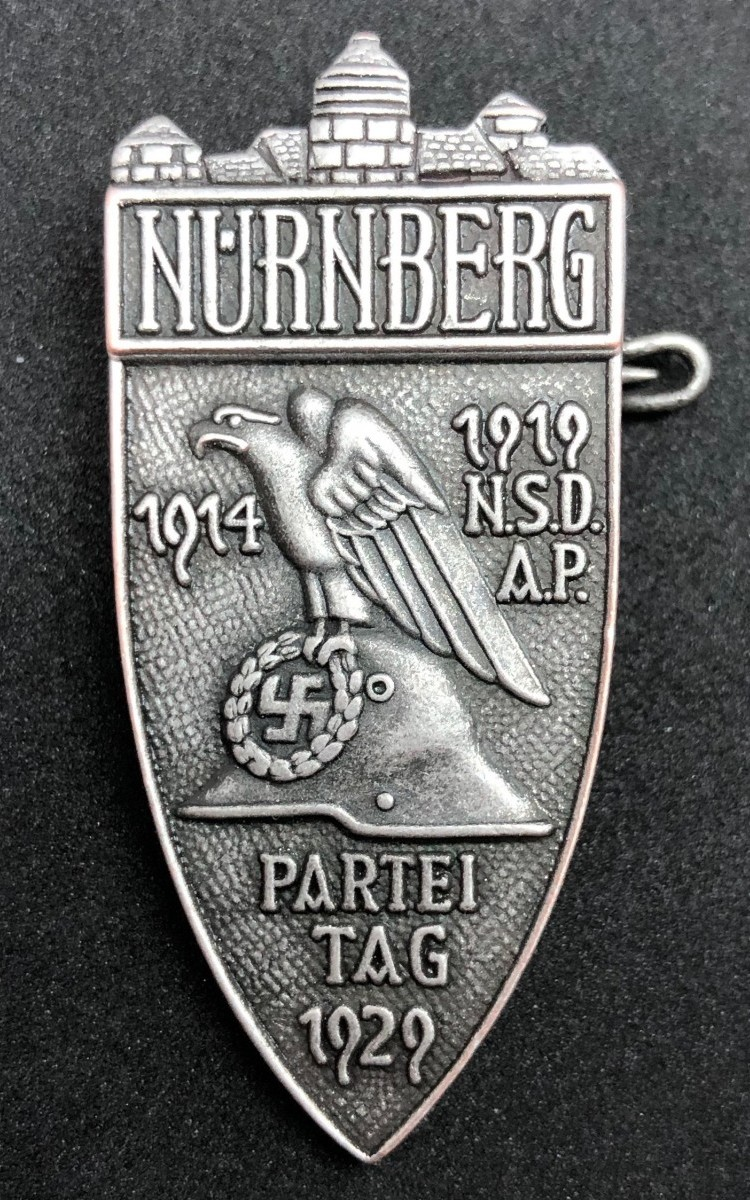
Nürnbergska partidagsutmärkelsen.

Nürnbergska partidagsutmärkelsen (tyska Nürnberger Parteitagsabzeichen 1929) var en av NSDAP:s partiutmärkelser. Den utdelades till de partimedlemmar som hade närvarat vid partimötet i Nürnberg den 2 augusti 1929. Nürnbergska partidagsutmärkelsen räknades som den fjärde utmärkelsen i rang efter Tyska orden, Blodsorden och Coburgska hedersutmärkelsen.